# Un enfant au soleil

Un enfant au soleil est un téléfilm de Gilles Béhat réalisé dans le cadre de la série Inspecteur Moretti et diffusé en 1997.

## Synopsis
L'inspecteur Moretti arrive en urgence sur le lieu d'un crime étrange, le labyrinthe d'un parc pour enfants. Quant à la victime, on l'identifie enfin: il s'agit d'un certain Robert Marquis, administrateur dans une institution pour enfants handicapés « Les Violettes. » Moretti découvre, grâce à sa veuve, que Marquis n'était pas l'homme tranquille qu'il aurait dû être: il s’apprêtait à s’enfuir en abandonnant femme et argent.

## Distribution
- Alicia Alonso (inspecteur Florence Moretti)
- Alain Rimoux (Lulu)
- Luc Bernard (Muller)
- Claude Jade (Madame Marquis)
- Nicole Jamet (Maria Lubitsch)
- Rufus (Salengre)